# Маніла Фламіні
Маніла Фламіні (італ. Manila Flamini, 18 вересня 1987) — італійська синхронна плавчиня.
Учасниця Олімпійських Ігор 2016 року.
Чемпіонка світу з водних видів спорту 2017 року, призерка 2015, 2019 років.
Призерка Чемпіонату Європи з водних видів спорту 2006, 2008, 2012, 2014, 2016, 2018 років.